# Pentodo
Se denomina pentodo a la válvula termoiónica formada por cinco electrodos. Muy parecida funcionalmente al triodo, tiene tres rejillas en vez de una sola. Fue inventado por los neerlandeses Gilles Holst y Bernardus Dominicus Hubertus Tellegen, de la empresa Philips en 1926.

## Características
La razón para añadir una tercera rejilla a la válvula de cuatro electrodos o tetrodo es que aunque con la segunda rejilla se aumentaba la amplificación, había un inconveniente: se producía una emisión secundaria en la placa. Los electrones liberados en esta emisión secundaria son captados por la rejilla pantalla (positiva), introduciendo una gran distorsión en las señales amplificadas.
Es por ello que, para evitar esta emisión secundaria, se añadió una nueva rejilla, llamada supresora que, adecuadamente polarizada (más negativa que la placa), elimina este efecto indeseado, repeliendo los electrones secundarios nuevamente hacia el ánodo. En muchos pentodos la rejilla supresora va unida internamente al cátodo.
La segunda rejilla (pantalla) hace que funcione mejor en frecuencias más altas y la tercera (supresora) elimina la distorsión, por emisión secundaria.

## Pentodos de corte abrupto
Existen pentodos en los que se busca una gran sensibilidad a las variaciones de tensión en las rejillas, no sólo la de control. Esto permite utilizar la rejilla supresora como segunda rejilla de control, por ejemplo, en mezcladores. El tipo 5636, creado por Radio Corporation of America es un pentodo de corte abrupto. También son conocidos como pentodos de corte rápido o neto (Sharp cutoff).

## Pentodos de corte alejado
En los equipos receptores de radio suelen manejarse señales de muy variadas intensidades. En una válvula de ganancia fija, dentro de los límites normales de uso, variaciones grandes de señales producirán diferencias notables de volumen y hasta problemas de saturación o corte. Las diferencias de volumen fueron corregidas con circuitos que variaban la polarización de las válvulas de frecuencia intermedia y hasta de la etapa de alta. Al principio de los conoció como "control automático de ganancia" (C.A.G) o "control automátivo de volumen" (C.A.V.), pero más tarde se adoptó el nombre de "control automático de sensibilidad" (C.A.S.). No obstante, es deseable una válvula cuyo corte esté muy alejado de la tensión 0 de la grilla de control y que mantenga una salida más o menos uniforme con respecto a las señales muy intensas o débiles. Así nació el pentodo de corte alejado, muy variable o supercontrol. Estas válvulas para amplificación de tensión de pequeña señal llegan al corte con una tensión de grilla muy negativa, que correspondería a una señal de radio intensa. Antes de ese límite, la construcción especial de la grilla hace que la ganancia para valores muy negativos de grilla sea baja en comparación con valores menos negativos. Por lo general el bobinado de la grilla no es uniforme con respecto a la separación de vueltas. Al tener una amplificación mayor con valores menos negativos de grilla e inversamente para valores muy negativos, se logra que la tensión de salida se mantenga constante frente a las variaciones de intensidades. En inglés suele denominarse "remote cutoff". Como un tipo intermedio existen, también, válvulas de corte semi-alejado (semi-remote cutoff).

## Aplicaciones tecnológicas de los pentodos
Los pentodos son particularmente apreciados en las etapas de amplificación de potencia de los transmisores fijos de radio profesionales y de radioaficionados, donde se usan por varias razones:
- Presentan una mejor linealidad que los amplificadores a base de transistores
- Son de construcción más sencilla
- A diferencia de los triodos, tienen mejor linealidad y no es necesario introducir la llamada neutralización
- Tienen una excelente relación potencia / costo.

## Tipos más comunes de pentodos

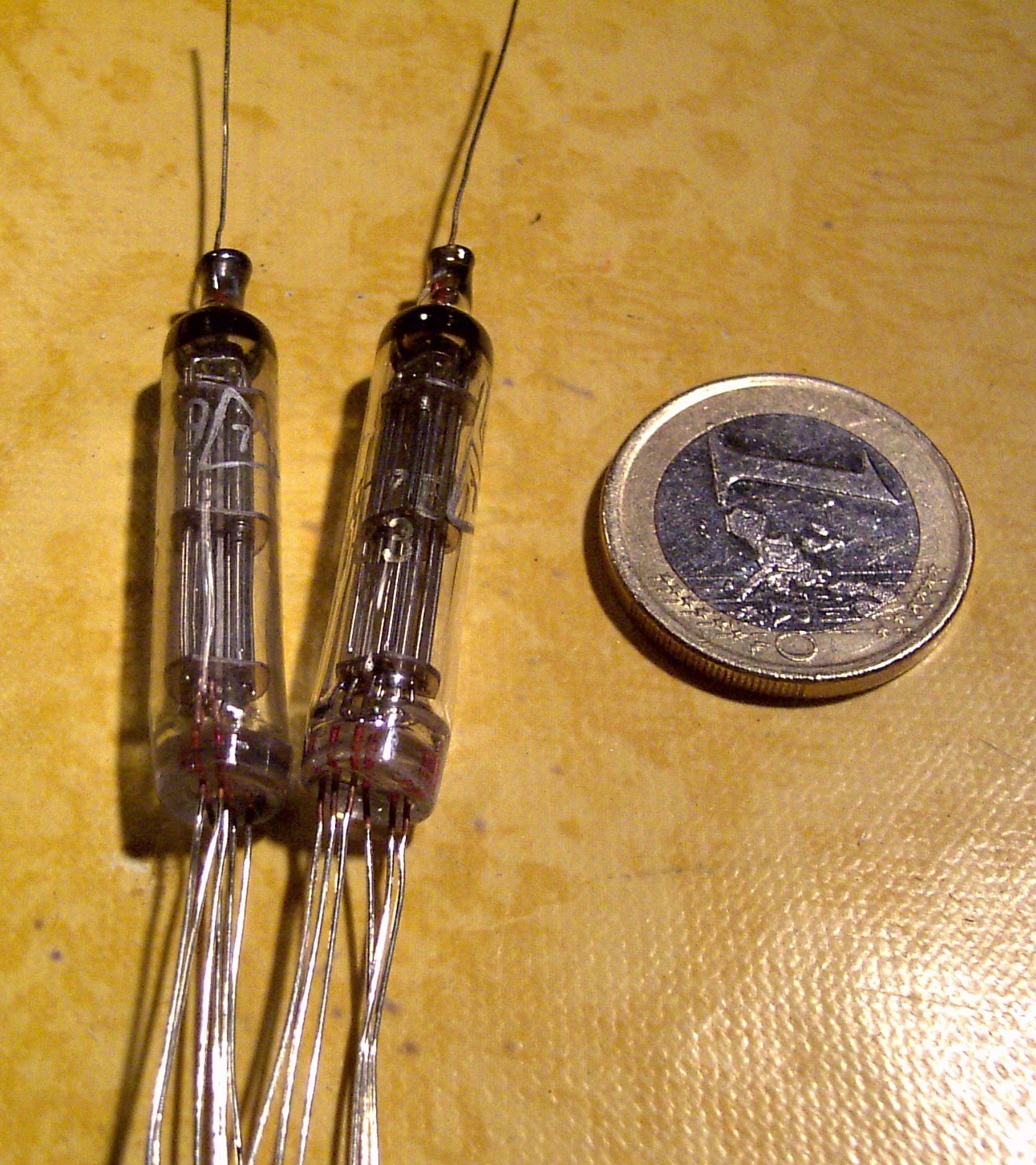
Pentodo 1J17B, utilizado en el caza soviético MIG-29.

| - 6AN5 - 6AM5 - 6AQ5 - 6AU6 - 6BA6 - 6BQ5 - 6BZ6 - 6CA7 - 6CB6 - 6CW5 - 6DQ6B - 6F6 - 6F6G - 6J7 - 6SJ7 - 38 | - 42 - 43 - 5879 - 6146 - 8106 - AL1 - AL4 - ARP17 - CV136 - CV1186 - CV1911 - CV1912 - CV5094 - EF86 - EL3 - EL34 | - El84 - El86 - EL91 - EL152 - EL156 - EL509 - EL519 - GU50 - NR85 - KT63 - KT77 - KT88 - KT90 |

## Galería

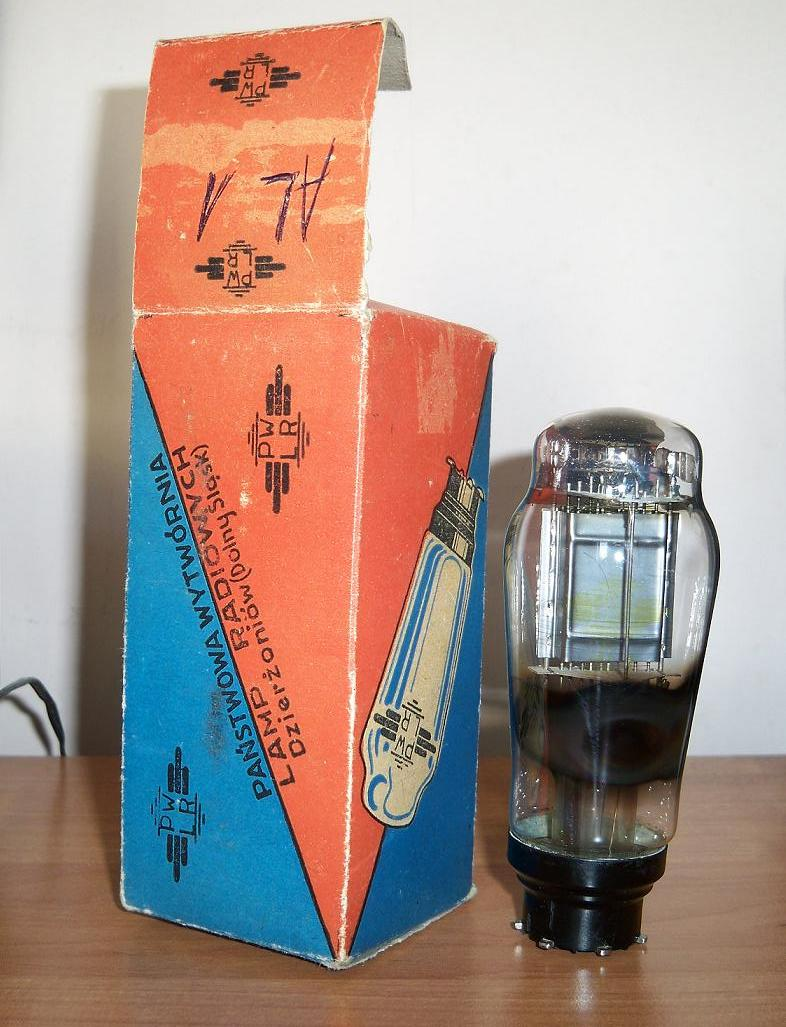
Pentodo AL1 con su caja.
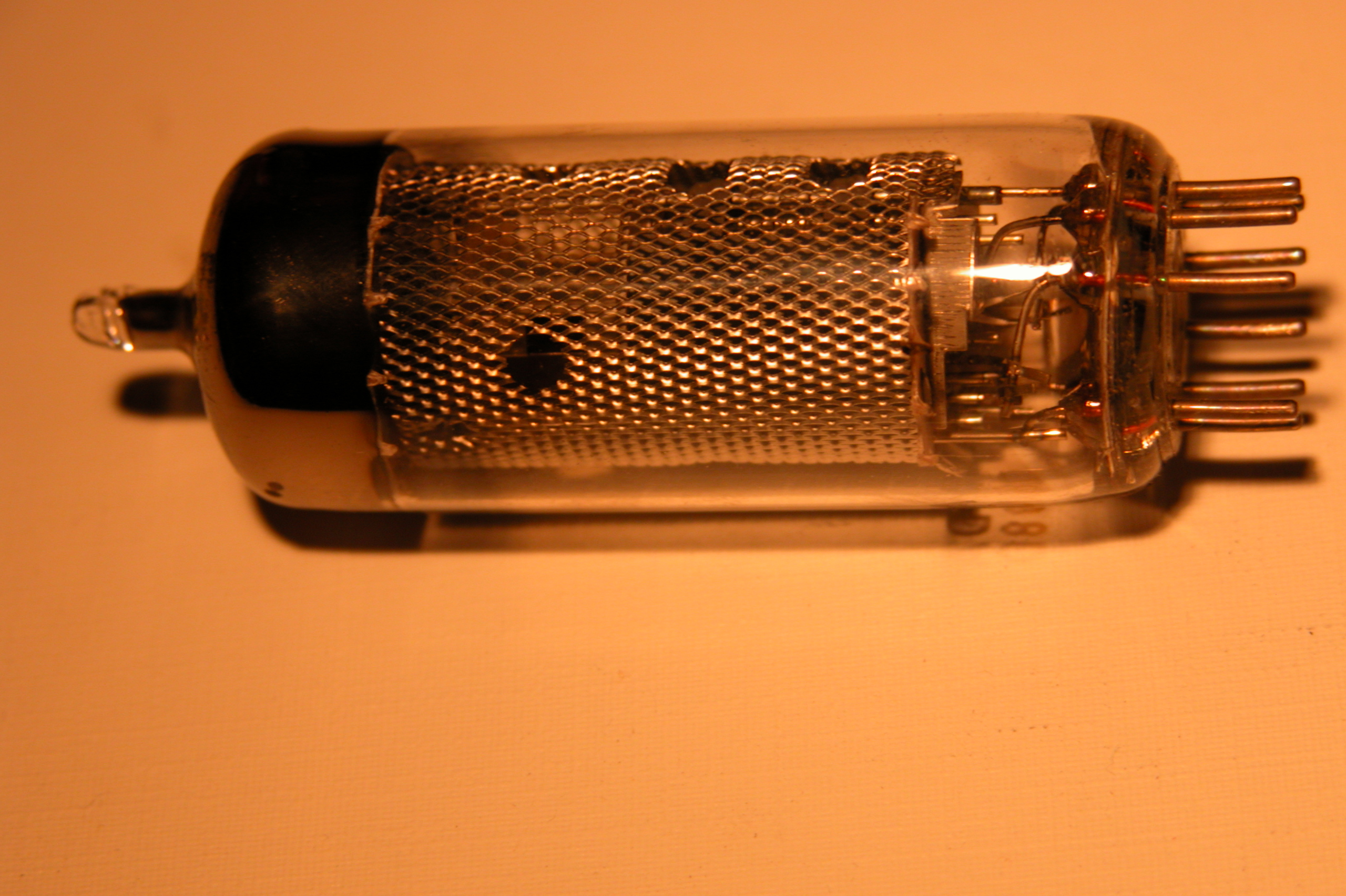
Pentodo noval.
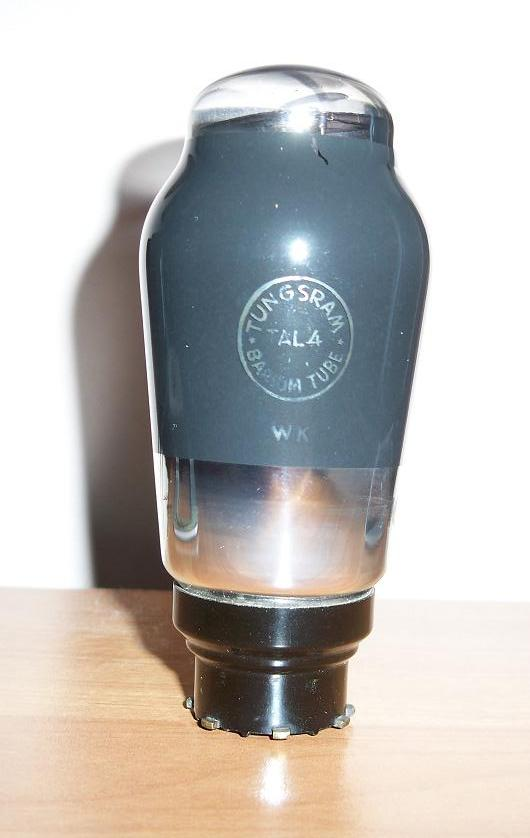
Pentodo TAL4.